# Fernando Castro Lozada
Fernando «El Pecoso» Castro (Manizales, Caldas, Colombia, 11 de febrero de 1949) es un exfutbolista y exentrenador de fútbol colombiano.

## Jugador
Pecoso debutó como futbolista en 1967 con Once Caldas, jugó allí siete temporadas; y tras jugar en Deportes Quindío por dos años; cuatro en Deportivo Cali; en 1982 para Santa Fe; se retiró jugando para el equipo de Manizales en su segunda etapa con el club, en 1984. Jugó en la posición de defensa.
Posteriormente, trabajó como asistente técnico del yugoslavo Vladimir Popović en el Deportivo Cali. Luego se formó como entrenador en Chile y Argentina. Gracias a la gran amistad que tiene Carlos Bilardo desde que compartieron en Cali, este le consiguió unas pasantías y reforzó sus conocimientos viendo los entrenamientos del para aquel momento también debutante como entrenador Miguel Ángel Russo y el consolidado Bambino Veira.

## Entrenador
Su debut como técnico en propiedad fue en el Deportes Quindío, club que dirigió en la temporada 1987, tras el fallecimiento del argentino Norberto Claudio Bautista, a quien reemplazó en el cargo. Volvió a dirigirlo en 1989, logrando resultados aceptables. Más de veinte años después, en marzo de 2010, el Pecoso regresó para comandar de nuevo a los cuyabros. Bajo su dirección, el equipo clasificó a los cuadrangulares semifinales del Torneo Finalización. Permaneció al frente durante dos años más, hasta ser despedido por malos resultados.
El 6 de enero de 1995 asumió la dirección técnica del Deportivo Cali, con el que se consagró campeón en la temporada 1996. Sin embargo, en la Copa Libertadores 1997 el equipo no superó la fase de grupos, y el 5 de junio de 1997 dejó el cargo, siendo reemplazado por Reinaldo Rueda. Regresó en 2002 para dirigir el Torneo Apertura, alcanzando las semifinales, pero no continuó en el club.
En diciembre de 2014 inició su tercer ciclo con el Deportivo Cali, logrando su segundo título como entrenador al obtener el Torneo Apertura 2015. Sin embargo, la mala campaña en la Copa Libertadores 2016 y la irregularidad en el torneo local precipitaron su salida en abril de ese año.
El 12 de octubre de 1999 fue nombrado entrenador de Independiente Santa Fe. Durante la temporada 2000 clasificó al cuadrangular final, finalizando en cuarto lugar. En 2001 disputó la fase semifinal, tras lo cual salió del club. Regresó seis años después, y llevó al equipo a los cuadrangulares semifinales del Torneo Apertura 2008, pero no continuó en el cargo.
El 10 de agosto de 2002 fue contratado por el América de Cali. En el Torneo Finalización disputó la clasificación a la final, y en la Copa Sudamericana no superó la primera ronda. En la temporada 2003 alcanzó las semifinales de la Copa Libertadores y disputó la fase semifinal del Torneo Apertura, pero el 3 de noviembre de ese año salió del club tras no clasificar a los cuadrangulares del Torneo Finalización 2003.
Quince años después, en 2018, volvió a dirigir al conjunto escarlata, aunque su paso duró apenas siete meses y medio, sin resultados destacados.
Dirigió con éxito al recién ascendido Envigado Fútbol Club durante las temporadas 1993 y 1994. Más adelante, en el Torneo Finalización 2014, clasificó a Atlético Huila a la fase semifinal.
En marzo de 2017 asumió la dirección técnica del Atlético Bucaramanga, al que clasificó a los cuartos de final del Torneo Apertura, aunque renunció poco tiempo después por malos resultados.
El Pecoso también tuvo pasos por Cúcuta Deportivo, Independiente Medellín, Millonarios y Once Caldas, aunque sin mayor éxito.

## Selección nacional
Con la Selección Colombia jugó quince partidos internacionales. Siete partidos amistosos, cuatro partidos en la Copa América 1979 y cuatro de eliminatorias en 1981. 

### Participaciones en Copa América
| Copa              | Sede          | Resultado    | PJ | Goles |
| ----------------- | ------------- | ------------ | -- | ----- |
| Copa América 1979 | Sin sede fija | Primera fase | 4  | 0     |

### Participaciones en Eliminatorias al Mundial
| Eliminatoria               | Resultado       | PJ | Goles |
| -------------------------- | --------------- | -- | ----- |
| Eliminatorias Mundial 1982 | No se clasificó | 4  | 0     |

## Clubes

### Como futbolista
| País     | Club             | Año         |
| -------- | ---------------- | ----------- |
| Colombia | Once Caldas      | 1967 - 1974 |
| Colombia | Deportes Quindío | 1975 - 1976 |
| Colombia | Deportivo Cali   | 1977 - 1981 |
| Colombia | Santa Fe         | 1982        |
| Colombia | Once Caldas      | 1983 - 1984 |

### Como asistente
| País     | Club           | Año         | Asistente De     |
| -------- | -------------- | ----------- | ---------------- |
| Colombia | Deportivo Cali | 1985 - 1986 | Vladimir Popovic |

### Como entrenador
| País                     | Club                     | Año                      | PD   |
| ------------------------ | ------------------------ | ------------------------ | ---- |
| Colombia                 | Deportes Quindío         | 1987                     | ?    |
| Colombia                 | Deportes Quindío         | 1989                     | ?    |
| Colombia                 | Cúcuta Deportivo         | 1991                     | ?    |
| Colombia                 | Envigado F. C.           | 1993 - 1994              | 95   |
| Colombia                 | Deportivo Cali           | 1995 - 1997              | 148  |
| Colombia                 | Independiente Medellín   | 1998                     | 51   |
| Colombia                 | Santa Fe                 | 1999 - 2001              | 109  |
| Colombia                 | Deportivo Cali           | 2002                     | 28   |
| Colombia                 | América de Cali          | 2002 - 2003              | 80   |
| Colombia                 | Millonarios              | 2005                     | 25   |
| Colombia                 | Once Caldas              | 2007                     | 18   |
| Colombia                 | Santa Fe                 | 2008                     | 30   |
| Colombia                 | Deportes Quindío         | 2010 - 2012              | 131  |
| Colombia                 | Atlético Huila           | 2014                     | 17   |
| Colombia                 | Deportivo Cali           | 2015 - 2016              | 79   |
| Colombia                 | Atlético Bucaramanga     | 2017                     | 25   |
| Colombia                 | América de Cali          | 2018 - 2019              | 32   |
| Total partidos dirigidos | Total partidos dirigidos | Total partidos dirigidos | +868 |

## Estadísticas como entrenador
- Notas:
  - Estadísticas entre su debut como entrenador el 15 de mayo de 1987 dirigiendo al Deportes Quindío y su retiro dirigiendo al América de Cali el 15 de abril de  2019.

| Equipo                            | Div.  | Temporada | Liga        | Liga        | Liga        | Liga        |    | Copa | Copa | Copa | Copa |   | Internacional | Internacional | Internacional | Internacional |             | Totales     | Totales     | Totales | Totales | Totales |
| Equipo                            | Div.  | Temporada | PD          | G           | E           | P           | PD | G    | E    | P    | PD   | G | E             | P             | PD            | G             | E           | P           | Rendimiento |         |         |         |
| --------------------------------- | ----- | --------- | ----------- | ----------- | ----------- | ----------- | -- | ---- | ---- | ---- | ---- | - | ------------- | ------------- | ------------- | ------------- | ----------- | ----------- | ----------- | ------- | ------- | ------- |
| Deportes Quindío · Colombia       | 1ª    | 1987      | Desconocido | Desconocido | Desconocido | Desconocido | -  | -    | -    | -    | -    | - | -             | -             | Desconocido   | Desconocido   | Desconocido | Desconocido | Desconocido |         |         |         |
| Deportes Quindío · Colombia       | 1ª    | 1989      | Desconocido | Desconocido | Desconocido | Desconocido | -  | -    | -    | -    | -    | - | -             | -             | Desconocido   | Desconocido   | Desconocido | Desconocido | Desconocido |         |         |         |
| Cúcuta Deportivo · Colombia       | 1ª    | 1991      | Desconocido | Desconocido | Desconocido | Desconocido | -  | -    | -    | -    | -    | - | -             | -             | Desconocido   | Desconocido   | Desconocido | Desconocido | Desconocido |         |         |         |
| Cúcuta Deportivo · Colombia       | Total | Total     |             |             |             |             | 0  | 0    | 0    | 0    | 0    | 0 | 0             | 0             |               |               |             |             |             |         |         |         |
| Envigado FC · Colombia            | 1ª    | 1993      | 44          | 14          | 17          | 13          | -  | -    | -    | -    | -    | - | -             | -             | 44            | 14            | 17          | 13          | 44.7%       |         |         |         |
| Envigado FC · Colombia            | 1ª    | 1994      | 51          | 17          | 19          | 15          | -  | -    | -    | -    | -    | - | -             | -             | 51            | 17            | 19          | 15          | 45.75%      |         |         |         |
| Envigado FC · Colombia            | Total | Total     | 95          | 31          | 36          | 28          | 0  | 0    | 0    | 0    | 0    | 0 | 0             | 0             | 95            | 31            | 36          | 28          | 45.26%      |         |         |         |
| Deportivo Cali · Colombia         | 1ª    | N-1995    | 30          | 11          | 14          | 5           | -  | -    | -    | -    | -    | - | -             | -             | 30            | 11            | 14          | 5           | 52.23%      |         |         |         |
| Deportivo Cali · Colombia         | 1ª    | 1995-96   | 60          | 34          | 17          | 9           | -  | -    | -    | -    | -    | - | -             | -             | 60            | 34            | 17          | 9           | 66.11%      |         |         |         |
| Deportivo Cali · Colombia         | 1ª    | 1996-97   | 52          | 24          | 15          | 13          | -  | -    | -    | -    | 6    | 1 | 2             | 3             | 58            | 23            | 17          | 16          | 49.43%      |         |         |         |
| Independiente Medellín · Colombia | 1ª    | 1998      | 51          | 18          | 20          | 13          | -  | -    | -    | -    | -    | - | -             | -             | 51            | 18            | 20          | 13          | 48.36%      |         |         |         |
| Independiente Medellín · Colombia | Total | Total     | 51          | 18          | 20          | 13          | 0  | 0    | 0    | 0    | 0    | 0 | 0             | 0             | 51            | 18            | 20          | 13          | 48.36%      |         |         |         |
| Santa Fe · Colombia               | 1ª    | 1999      | 8           | 3           | 1           | 4           | -  | -    | -    | -    | 7    | 3 | 2             | 2             | 15            | 6             | 3           | 6           | 46.67%      |         |         |         |
| Santa Fe · Colombia               | 1ª    | 2000      | 50          | 23          | 12          | 15          | -  | -    | -    | -    | -    | - | -             | -             | 50            | 23            | 12          | 15          | 54%         |         |         |         |
| Santa Fe · Colombia               | 1ª    | 2001      | 44          | 18          | 9           | 17          | -  | -    | -    | -    | -    | - | -             | -             | 44            | 18            | 9           | 17          | 47.73%      |         |         |         |
| Deportivo Cali · Colombia         | 1ª    | 2002      | 28          | 13          | 8           | 7           | -  | -    | -    | -    | -    | - | -             | -             | 28            | 13            | 8           | 7           | 7289.52%    |         |         |         |
| América de Cali · Colombia        | 1ª    | 2002      | 24          | 12          | 5           | 7           | -  | -    | -    | -    | 2    | 0 | 0             | 2             | 26            | 12            | 5           | 9           | 52.56%      |         |         |         |
| América de Cali · Colombia        | 1ª    | 2003      | 42          | 16          | 14          | 12          | -  | -    | -    | -    | 12   | 4 | 3             | 5             | 54            | 20            | 17          | 17          | 47.53%      |         |         |         |
| Millonarios · Colombia            | 1ª    | 2005      | 25          | 10          | 7           | 11          | -  | -    | -    | -    | -    | - | -             | -             | 25            | 10            | 7           | 11          | 49.33%      |         |         |         |
| Millonarios · Colombia            | Total | Total     | 25          | 10          | 7           | 11          | 0  | 0    | 0    | 0    | 0    | 0 | 0             | 0             | 25            | 10            | 7           | 11          | 49.33%      |         |         |         |
| Once Caldas · Colombia            | 1ª    | 2007      | 18          | 4           | 6           | 8           | -  | -    | -    | -    | -    | - | -             | -             | 18            | 4             | 6           | 8           | 33.33%      |         |         |         |
| Once Caldas · Colombia            | Total | Total     | 18          | 4           | 6           | 8           | 0  | 0    | 0    | 0    | 0    | 0 | 0             | 0             | 18            | 4             | 6           | 8           | 33.33%      |         |         |         |
| Santa Fe · Colombia               | 1ª    | 2008      | 24          | 11          | 5           | 8           | 6  | 2    | 2    | 2    | -    | - | -             | -             | 30            | 13            | 7           | 10          | 51.11%      |         |         |         |
| Santa Fe · Colombia               | Total | Total     | 126         | 55          | 27          | 44          | 6  | 2    | 2    | 2    | 7    | 3 | 2             | 2             | 139           | 60            | 31          | 48          | 50.6%       |         |         |         |
| Deportes Quindío · Colombia       | 1ª    | 2010      | 32          | 15          | 5           | 12          | 7  | 3    | 0    | 4    | -    | - | -             | -             | 39            | 18            | 5           | 16          | 50.42%      |         |         |         |
| Deportes Quindío · Colombia       | 1ª    | 2011      | 36          | 14          | 8           | 14          | 10 | 3    | 3    | 4    | -    | - | -             | -             | 46            | 17            | 11          | 18          | 44.93%      |         |         |         |
| Deportes Quindío · Colombia       | 1ª    | 2012      | 36          | 9           | 13          | 14          | 10 | 4    | 2    | 4    | -    | - | -             | -             | 46            | 13            | 15          | 18          | 39.13%      |         |         |         |
| Deportes Quindío · Colombia       | Total | Total     | 104         | 38          | 26          | 40          | 27 | 10   | 5    | 12   | 0    | 0 | 0             | 0             | 131           | 48            | 31          | 52          | 44.53%      |         |         |         |
| Atlético Huila · Colombia         | 1ª    | 2014      | 17          | 9           | 6           | 2           | -  | -    | -    | -    | -    | - | -             | -             | 17            | 9             | 6           | 2           | 64.7%       |         |         |         |
| Atlético Huila · Colombia         | Total | Total     | 17          | 9           | 6           | 2           | 0  | 0    | 0    | 0    | 0    | 0 | 0             | 0             | 17            | 9             | 6           | 2           | 64.7%       |         |         |         |
| Deportivo Cali · Colombia         | 1ª    | 2015      | 48          | 22          | 13          | 13          | 10 | 5    | 2    | 3    | -    | - | -             | -             | 58            | 27            | 15          | 16          | 55.17%      |         |         |         |
| Deportivo Cali · Colombia         | 1ª    | 2016      | 13          | 6           | 3           | 4           | 2  | 0    | 0    | 2    | 6    | 0 | 3             | 3             | 21            | 6             | 6           | 9           | 38.09%      |         |         |         |
| Deportivo Cali · Colombia         | Total | Total     | 231         | 110         | 70          | 51          | 12 | 5    | 2    | 5    | 12   | 1 | 5             | 6             | 255           | 116           | 77          | 62          | 55.56%      |         |         |         |
| Atlético Bucaramanga · Colombia   | 1ª    | 2017      | 19          | 6           | 5           | 8           | 6  | 3    | 0    | 3    | -    | - | -             | -             | 25            | 9             | 5           | 11          | 42.67%      |         |         |         |
| Atlético Bucaramanga · Colombia   | Total | Total     | 19          | 6           | 5           | 8           | 6  | 3    | 0    | 3    | 0    | 0 | 0             | 0             | 25            | 9             | 5           | 11          | 42.67%      |         |         |         |
| América de Cali · Colombia        | 1ª    | 2018      | 13          | 5           | 5           | 3           | -  | -    | -    | -    | -    | - | -             | -             | 13            | 5             | 5           | 3           | 51.28%      |         |         |         |
| América de Cali · Colombia        | 1ª    | 2019      | 15          | 7           | 3           | 5           | 4  | 4    | 0    | 0    | -    | - | -             | -             | 19            | 11            | 3           | 5           | 63.15%      |         |         |         |
| América de Cali · Colombia        | Total | Total     | 94          | 40          | 27          | 27          | 4  | 4    | 0    | 0    | 14   | 4 | 3             | 7             | 112           | 48            | 30          | 34          | 51.79%      |         |         |         |
| 1. 2.                             |       |           |             |             |             |             |    |      |      |      |      |   |               |               |               |               |             |             |             |         |         |         |

## Palmarés

### Como entrenador
| Título                | Club           | País     | Año     |
| --------------------- | -------------- | -------- | ------- |
| Campeonato colombiano | Deportivo Cali | Colombia | 1995-96 |
| Torneo Apertura       | Deportivo Cali | Colombia | 2015    |